# Zyginidia eremita
Zyginidia eremita är en insektsart som beskrevs av Aleksey A. Zachvatkin 1953. Zyginidia eremita ingår i släktet Zyginidia och familjen dvärgstritar. Inga underarter finns listade i Catalogue of Life.